# Superkontynent

Tworzenie się współczesnych kontynentów Ziemi z superkontynentu

Superkontynent – wielka masa lądu, w skład której wchodził więcej niż jeden współczesny kontynent (płyta kontynentalna). Ponieważ sama definicja kontynentu jest umowna i sporna, podobnie jest z definicją superkontynentu. Zazwyczaj używa się jej w odniesieniu do dawnych okresów geologicznych, kiedy to współczesne kontynenty tworzyły większe całości. Niektóre superkontynenty obejmowały nieomal wszystkie obszary lądowe ówczesnego globu ziemskiego, inne skupiały mniejsze części (ale zawsze były one zlepkiem współczesnych kontynentów lub ich znacznych części). Powstawanie superkontynentów w historii Ziemi wynika z ruchów, jakim podlegają płyty litosfery, zgodnie z teorią tektoniki płyt.
Terminu tego używa się także do określenia współczesnych obszarów, które tworzy kilka kontynentów, np. Eurazja czy Ameryka. W innych ujęciach te same obszary nazywane są po prostu kontynentami, a ich mniejsze części składowe subkontynentami lub częściami świata.

## Formowanie się superkontynentów

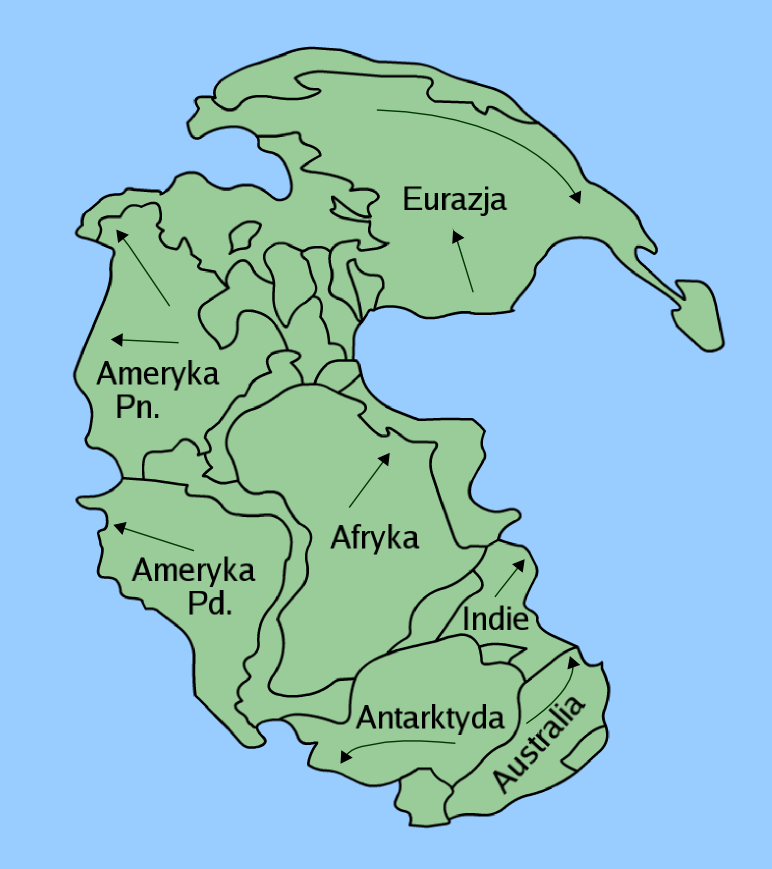
Pangea

Do niedawna istniał pogląd, że w historii Ziemi przez bardzo długi okres (do triasu) istniał tylko jeden superkontynent – Pangea.
Teoria tektoniki płyt i teoria konwekcji w płaszczu Ziemi sugerują, że superkontynenty powstają co pewien czas. Masy kontynentalne skupiają się w jeden superkontynent, by później znowu się rozpaść. Zapis geologiczny wskazuje, że takie cykle trwają około 250 milionów lat. Naukowcy są zgodni co do istnienia superkontynentów Gondwany i Rodinii, a podejrzewają, że istniało ich jeszcze kilka, m.in. Pannocja czy Walbara. Problemem jest odległość czasowa – układ kontynentów w archaiku i proterozoiku jest bardzo trudny do odtworzenia. Wśród naukowców toczy się debata, w jaki sposób formują się ponownie superkontynenty: czy dryf kontynentalny sprawia, że łączą się ponownie po przewędrowaniu dookoła planety, czy też oddalają się od siebie, by później znów się zbliżać. Prawdopodobnie w historii Ziemi zdarzały się oba te zjawiska.
Tendencję tworzenia się i rozpadu superkontynentów tłumaczy teoria konwekcji w płaszczu Ziemi. Olbrzymie masy lądu, jakimi są superkontynenty, blokują przepływ ciepła wewnątrz Ziemi; wstępujący prąd konwekcyjny w płaszczu napotyka grubą litosferę kontynentalną, w której gromadzi się ciepło. Dochodzi do częściowego stopienia skał i licznych intruzji magmowych, litosfera wybrzusza się i wreszcie pęka – tworzą się doliny ryftowe. Jeśli proces ten jest dostatecznie intensywny, dochodzi do wylewów magmy o składzie bazaltowym, która buduje nową skorupę oceaniczną wewnątrz ryftu. Powstałe doliny często po pewnym czasie wypełniają się wodą i otwiera się ocean. Obecnie proces ten trwa w obrębie Morza Czerwonego, które wraz z Wielkimi Rowami Afrykańskimi jest odgałęzieniem tzw. trójzłącza Afaru.

## Przyszłe superkontynenty
Procesy formowania superkontynentów trwają także obecnie. Na skutek kolizji Afryki z Eurazją, która rozpoczęła się wraz z zamknięciem Oceanu Tetydy, za kilka milionów lat całkowicie zniknie Morze Śródziemne, odcięte od Atlantyku i kontynenty się połączą. Prawdopodobnie także Australia za kolejne kilka-kilkadziesiąt milionów lat połączy się z Azją.
W dalekiej przyszłości na Atlantyku zapewne powstanie nowa strefa subdukcji, której zaczątkami są dziś rów Puerto Rico zamykający od wschodu basen Morza Karaibskiego oraz rów Sandwich Południowy. Subdukcja dna oceanicznego nie tylko utworzy nowe pasma górskie wzdłuż wschodnich wybrzeży obu Ameryk, lecz także pochłonie w końcu Grzbiet Śródatlantycki – a wtedy ocean przestanie się rozszerzać. Dalsze trwanie tego procesu doprowadzi wreszcie do zamknięcia Oceanu Atlantyckiego. Za około 250 mln lat zderzenie obu Ameryk z lądem afrykańsko-eurazjatyckim utworzy nowy superkontynent, nazywany Pangea Proxima (wcześniej proponowano nazwę Pangea Ultima), bądź Neopangea.
Istnieje jednak alternatywna wersja powstania nowego superkontynentu: miałby on powstać poprzez zderzenie Ameryki z Azją, po zamknięciu się Pacyfiku. Proponowane dla niego nazwy to Amazja lub Novopangea (w scenariuszu, w którym Antarktyda wchodzi w skład superkontynentu). Za tą wersją wydarzeń przemawia fakt, że rozrastające się niegdyś płyty dna Pantalassy-Pacyfiku: Farallon, Izanagi, Kula zostały praktycznie w całości zsubdukowane (pozostałościami tych płyt są m.in.: płyta filipińska, Nazca, kokosowa i Juan de Fuca, które podlegają ciągłej subdukcji w tempie dalece przekraczającym rozrost). Także złożoność pacyficznego systemu grzbietów śródoceanicznych uległa zmniejszeniu (grzbiety ograniczające dawną płytę Farallon zostały niemal w całości zsubdukowane). W takiej sytuacji w ciągu kolejnych 250–270 mln lat Pacyfik może skurczyć się do śródlądowego morza wciśniętego pomiędzy obie Ameryki, Azję i Australię. Afryka zderzy się z Europą, Antarktyda Zachodnia z Ameryką Południową, Subkontynent Somalijski z Indiami i Indonezją tworząc niewielkie morze, a Antarktyda Wschodnia połączy się z południową Australią.
Nowe ryfty otworzą się zaś najprawdopodobniej w dolinie Leny na Syberii, rozdzierając od północy Azję, w poprzek Antarktydy, dzieląc kontynent na część wschodnią i zachodnią, oraz w Afryce począwszy od Kamerunu a kończąc na Etiopii i Arabii ponawiając próbę rozdarcia tego lądu przez Morze Czerwone.

## Lista superkontynentów
- Pangea Proxima / Novopangea / Amazja (za około 250 milionów lat)

- Laurazja (~300 – ~60 milionów lat temu)
- Pangea (~300 – ~180 milionów lat temu)
- Gondwana (~600 – ~30 milionów lat temu; wchodziła w skład Pangei)
- Pannocja (prawdopodobna; ~600 – ~540 milionów lat temu)
- Rodinia (~1100 – ~750 milionów lat temu)
- Kolumbia (Nuna) (~1800 - ~1500 milionów lat temu)

Niektóre paleokontynenty łączące w sobie kratony leżące obecnie na różnych kontynentach bywają nazywane superkontynentami, nawet jeśli ich rozmiary były relatywnie niewielkie:
- Kenorland (~2,7 – ~2,1 mld lat temu)
- Ur (ok. 3,1 mld lat temu)
- Walbara (ok. 3,6 mld lat temu)